# Billy Pontoni
Guillermo García Ocampo más conocido como Billy Pontoni (Cartago, Valle del Cauca, 20 de febrero de 1954) es un músico colombiano, considerado por muchos como una de las mejores voces masculinas de la música popular en su país natal.

### Primeros años
A comienzos de los años 1960, después de ver el auge de artistas de la nueva ola mexicana y argentina, como Palito Ortega, Leo Dan, Enrique Guzmán o César Costa, el niño Guillermo García convenció a sus padres de matricularlo en el conservatorio Pedro Morales Pino de su ciudad natal, Cartago (Valle del Cauca), Colombia, para estudiar guitarra clásica. 
A sus diez años, habiendo pensado mejor en el rumbo que debía darle a su carrera musical, García se vinculó al Club Juvenil de Radio Cartago (programa transmitido los sábados en la emisora más importante de su ciudad de nacimiento) en donde hizo sus primeras interpretaciones como solista.
Ya que la proyección de una población tan pequeña era muy reducida para un aspirante a músico, en 1966 García se desplazó hasta Bogotá en busca de una oportunidad, logrando vincularse al show de televisión El Club Del Clan, dirigido por el empresario Guillermo Hinestroza, quien, después de audicionarlo decidió darle el nombre de Billy, pues su nombre verdadero le parecía poco comercial. Con menos edad que el resto de las estrellas del programa (Vicky, Claudia de Colombia, Maryluz y Emilce), Billy fue admitido en el coro para cantar el famoso Muévanse Todos, canción que se interpretaba al inicio y al final del musical. Su juventud y su carisma lo hicieron muy popular.
Gracias a esa fama y con solo 14 años Billy fue invitado por la disquera Orbe (de Eduardo Calle, propietario también de Discos Bambuco) para grabar un EP de cuatro canciones titulado "Romántico, Hippie Y Sicodélico", que no tuvo mayores éxitos en la radio. En la musicalización participaron Yamel Uribe (en el bajo), y los hermanos Edgar y Luis Dueñas, (en la batería, el primero y en teclados y arreglos el segundo).
Con ese disco como demo y tratando de ser contratado para grabar un LP Billy viajó hasta las oficinas de la disquera Sonolux en Medellín para ser oído. Después de escucharlo, el maestro Luis Uribe Bueno, jefe de A&R de la empresa, le dijo que por el momento no había planes de grabar artistas con su perfil.
Al regresar a Bogotá, debido a que El Club Del Clan ya había salido del aire, y para colaborar con los gastos de su familia, Billy empezó a salir en las noches por las zonas de bares de la ciudad, ofreciéndose a cantar a las parejas que había en las mesas.

### Años 1970
En el Grill Guadalajara, de la carrera 7.ª con calle 30, en la actual sede de Bancolombia, Billy consiguió un trabajo temporal como reemplazo del mariachi de planta.
Luego, con la meta de ascender en el ámbito musical, en compañía de su hermano Humberto, también cantante profesional, los dos contactaron a Luis Ariel Rey, autor de clásicos como Ay sí sí y Carmentea y empresario.
Al oírlos, Rey los incluyó en su cartel con el nombre de Los Hermanitos García, y les pidió enfocar su repertorio en pasillos bambucos y torbellinos, lo que alejó aún más las ilusiones de Billy de convertirse en un galán de quinceañeras.
Los Hermanitos García fueron vinculados a las caravanas artísticas de la Lotería de Boyacá, recorriendo toda la región al lado de figuras nacionales como Emeterio y Felipe (Los Tolimenses), El Indio Rómulo, y Luis Ariel y sus Llaneros. Junto con ellos, a principios de 1971 viajó por Estados Unidos en una gira dirigida a la colonia colombiana residente en el país.
Al retornar a Bogotá, ya con la experiencia de un primer tour, Billy fue contratado por Álvaro y Mery Sanabria, propietarios del famoso Gril El Caracol Rojo (en el barrio bogotano de La Bella Suiza) como cantante de planta, por un sueldo mensual de 2400 pesos, para cantar durante los intermedios de la orquesta entre las 7 PM y las 4:30 AM.
Por recomendación de un amigo mutuo, y a consecuencia de la buena reputación conseguida en El Caracol Rojo, Plinio Córdoba y Gentil Montaña contrataron a Billy para servirles de apoyo en los intermedios de las tandas bailables de la famosa orquesta La Tropibomba en el Gril La Pampa. Debido a su versatilidad, poco después Alberto Navarro, director de la banda lo invitaría a unírseles como vocalista.
Ya convertido en una figura reconocida en el circuito local de bares y debido a que la clientela del Club Miramar (uno de los más importantes centros nocturnos de la Bogotá de los 70) empezó a emigrar a La Pampa, atraída por el espectáculo, Pedro Balaguera, su propietario, contrató a Billy por 12.000 pesos para que fuera el reemplazo de Jimmy Salcedo, quien se había retirado a coordinar el área artística de Mano a mano musical, programa de Punch Televisión, presentado por Fernando González Pacheco.
El Miramar era frecuentado por las más importantes figuras de la televisión y el espectáculo de la época. Una noche después de terminar su actuación, Billy se acercó a una mesa en donde estaban Otto Greiffestein, Alí Humar y Fernando González Pacheco. Les dijo que estaba en busca de un complemento para su nombre artístico. Pacheco le sugirió apellido Pontoni en honor al cantante Rocky Pontoni y al jugador del club Independiente Santa Fe René Pontoni. La conversación de Billy le causó gracia al presentador, y por ello lo invitó a la semana siguiente para presentarse en los programas Operación Ja-ja y Mano a mano musical.
Después de aparecer en ambos programas y con la ventaja de estar en el recuerdo de quienes lo habían conocido por El Club del Clan, Billy Pontoni fue contratado como artista exclusivo en 1972 por la recién inaugurada CBS Colombia, hoy Sony Music, para grabar un primer disco con la filial Epic.
Alguien Cantó Una Canción, tema de Gyentino Hiparco fue el primer sencillo del LP y se convirtió en un éxito en todo el país. Le siguió José De La Cruz (canción de Eduardo Cabas y Santander Díaz) con la que Billy participó en las eliminatorias para el festival OTI 1973, en las que ocupó un segundo lugar. Los jurados justificaron la decisión diciendo que la letra tenía un contenido revolucionario e izquierdista.
Príncipe de Oro 73, forma como se tituló el disco por la victoria de Pontoni en los premios Ondra de ese año, fue un éxito en ventas y apuntaló la carrera del cartagüeño más allá de las fronteras colombianas. La revista Record World escogió su portada como la mejor del año. La gira promocional incluyó a Estados Unidos y a buena parte de América Central y del Sur y tomó cerca de un año y medio.
En 1975 apareció Borra, su segundo larga duración. La canción que da título al álbum era una versión del clásico Risque (del brasileño Ary Barroso) popularizada antes en la voz de cantantes como Lucho Gatica o Alberto Granados, y fue el segundo gran éxito para Billy Pontoni. Le siguieron Dime Qué Pasó (que inmediatamente se convirtió en un clásico de la balada en Colombia) años después regrabado por los Latin Brothers; Por amarte tanto, y Espera Esperanza.
Ese mismo año Billy Pontoni fue elegido por Coca-Cola para ser la imagen oficial de su campaña La Chispa de La Vida para Latinoamérica, obtuvo el premio de la Asociación Colombiana de Periodistas del Espectáculo como mejor cantante masculino y fue reconocido por la revista Record World como el cantante colombiano con mayor proyección internacional. Una nueva gira lo mantuvo ocupado durante los siguientes dos años.
El lanzamiento de Ayer, Hoy y Siempre, en 1978, (su tercer LP, y tal vez el más exitoso de su carrera), estuvo anticipado por la llegada al número uno de Angélica, su versión del viejo clásico de Los Chalchaleros, y por los éxitos consecutivos de Por Qué Ahora, (creación de Bobby Capó), Limosnero De Amor, Manos Adoradas (lanzada de cara al día de las madres) y Luna Roja (composición hoy muy famosa de Jorge Villamil, dada a conocer al mundo en la voz de Pontoni). Una vez más, a finales del años, Billy Pontoni fue escogido para representar a Colombia en el festival OTI, esa vez a celebrarse en Santiago de Chile.
A pesar de su insistencia por participar con Águila (composición del nariñense Raúl Rosero Polo), el jurado otra vez se opuso (esta vez diciendo que el corte andino de la canción no representaba correctamente la colombianidad). En su lugar se escogió Joven del compositor Eduardo Cabas. Los resultados en el festival fueron pobres y la prensa chilena habló de Joven como la peor canción del evento, aunque al mismo tiempo se refirió a Billy como la mejor voz entre las de todos los competidores.

### Años 1980
Para comprobar a los jueces colombianos su error, al año siguiente Billy grabó Águila, canción que llegó al número uno en cuestión de semanas, que hoy sigue siendo un clásico nacional, y que antecedió el lanzamiento de El Amor Es Algo Esplendoroso (su cuarto disco, 1980), producido por Richard Ferreira, con quien desde un principio hubo diferencias artísticas. Aparte de Águila, el disco produjo el éxito relativo Amada Mía. Águila es una fusión muy interesante en la que la balada tradicional es mezclada con arreglos de cuerdas y un distintivo, charango, instrumento típico de los países andinos.
Un año más tarde apareció Y Soy Feliz (1981). Sin ser un suceso considerable el disco produjo algunas canciones de éxito relativo, como la versión de Paisaje De Catamarca y El Cazador, de un estilo similar a Angélica y a Luna Roja, respectivamente, aunque en definitiva mucho menos impactantes. Los intentos de corte más pop y quizás con más potencial comercial, como la canción que dio título al disco o Desde Que Tú Llegaste A Mí, no recibieron la promoción ni la acogida necesarias. Para celebrar los ocho años de trabajo de Pontoni con la CBS, pocos meses después la disquera lanzó su primera recopilación de éxitos. En una mala decisión comercial, del repertorio se excluyeron clásicos como Dime Qué Pasó y Manos Adoradas.
Los resultados del álbum Y Soy Feliz produjeron diferencias entre CBS y Pontoni acerca de la dirección musical que debía tomar su carrera y estimularon tensiones que provocaron una cancelación del contrato del músico. La disquera se tardó cinco años en entregar al artista una carta de libertad, cosa que restringió al artista de realizar grabaciones de estudio durante ese tiempo. Con ese impedimento, entre 1982 y 1986 Billy se dedicó a realizar presentaciones en las que alternó con artistas la talla de Julio Iglesias, Camilo Sesto, Raphael, Joan Manuel Serrat, Nelson Ned, Danny Rivera y Daniel Santos.
Durante los años perdidos por la disputa con la disquera, apareció una nueva generación de músicos colombianos con propuestas distintas. Mientras que otros artistas de su generación como Fausto, Raúl Santi o Galy Galiano (inicialmente baladista) continuaron prensando discos, Billy estuvo se mantuvo ausente de la radio durante ese lapso e imposibilitado de lanzar un nuevo producto.
Con el problema del contrato resuelto Pontoni decidió crear su propio sello discográfico, Disco Visión (luego llamado Musi Visión). A pesar de la falta de fe de los programadores y promotores, su primer sencillo, con las canciones Bella y Tu Complemento evolvió a Billy algo de la vigencia dormida.
Los dos temas fueron el abrebocas para Después De La Tempestad (1989), álbum de relanzamiento, lanzado en sociedad con Discos FM, recordado por éxitos como Anoche, Quiero Estar En Tu Cuerpo, pero sobre todo por la campaña publicitaria para la canción Cómo Hacerle Entender Que La Amo.
En las noches un equipo contratado confidencialmente por Pontoni fue llenando de graffittis varios muros de Bogotá con el mensaje "cómo hacerle entender que la amo" firmado por un anónimo llamado BP. El asunto causó gran inquietud en la prensa hasta que un día el periodista Yamid Amat, al aire, invitó al desconocido BP a identificarse en su programa de radio 6 AM 9 AM. Todo el país quedó sorprendido al saber que ese BP era Billy Pontoni.

### Años 1990
En 1994 la Sony Music prensó Billy Pontoni, Grandes Éxitos, con el mismo repertorio de la recopilación de 1981 y otra vez sin algunos temas claves.
Después de dedicarse a la asesoría y promoción de otros artistas, en 1996, con el sello El Dorado, Billy Pontoni lanzó el disco 100%, álbum de rancheras originales y música de cantina, concebido posiblemente como homenaje a sus tiempos en el Gril Guadalajara. Por Qué Te Perdí (con un sonido parecido al de Rocío Dúrcal en sus producciones con Juan Gabriel) fue número uno. Maldigo y Los Dos Amantes también alcanzaron cierta popularidad en emisoras de música popular, especialmente en la provincia y el Eje Cafetero.
En 1997 (con El Dorado, también) fue lanzado Recordando, disco de versiones en popurrí, como tributo a algunos de los artistas de vieja guardia favoritos del cantante y de sus padres. El disco no tuvo ninguna figuración en listas.

## Años recientes
En 2000 (con Sonolux) se lanzó Todo Este Tiempo, con nuevas versiones de los clásicos de Pontoni y un par de temas nuevos.
En 2008 (nuevamente con su sello independiente, ahora llamado BIP Music) Billy Pontoni grabó Nada Es Igual, su primer disco después de un silencio de ocho años, conformado totalmente por temas originales. Entre los músicos que colaboraron con Billy en este proyecto estuvieron Willy Newball (director musical de los programas de la programadora Do Re Creativa TV); y Mauricio Montenegro (de La Planta y Aterciopelados). El disco fue grabado en los estudios de Audiovisión, de Bogotá.
Durante este año, además, Pontoni fue imagen oficial para el lanzamiento del refresco Soka, de Alpina, y participó como actor invitado en la telenovela El Penúltimo Beso, además de ser uno de los participantes en el tributo póstumo al recién fallecido Óscar Golden, uno de sus mejores amigos. Adicionalmente fue incluido en uno de los títulos del catálogo Nuestra Tierra, de la Sony Music, con una recopilación de éxitos similar a la de años atrás prensada por Sony Music, pero con la inclusión de las versiones Sonolux de Bella y Tu Complemento.
Durante 2014, en compañía de Fausto, Vicky, Fernando Calle e Isadora, colegas suyos y contemporáneos, Billy ha venido impulsando Unidos, equipo soñado de estrellas de la balada colombiana, con miras a una gira nacional y un espectáculo de dúos. La mala racha es el título de la canción objetivo por parte de Billy en este proyecto.

## Discografía
- Romántico, Hippie y Sicodélico. Orbe. (1968)
- Príncipe de oro 73 Epic. (1973)
- Borra. CBS. (1975)
- Ayer, hoy y siempre. CBS. (1978)
- Y soy feliz. CBS.(1981)
- El amor es algo esplendoroso. CBS. (1982)
- Después de la tempestad. FM. (1989)
- 100% El Dorado. (1996)
- Recordando. El Dorado. 1997)
- Todo este tiempo. Sonolux. (2000)
- Nada es igual. Bip. (2008)
- Unidos (Con Vicky, Fernando Calle, Fausto e Isadora). Sony Music. (2014)

### Recopilaciones
- Lo mejor de Billy Pontoni. CBS. (1981)
- Grandes Éxitos. Sony Music. (1994)
- Nuestra Tierra. Sony Music. (2008)